# 前田利男 (薬学者)
前田 利男（まえだ としお、1948年12月 - ）は、日本の薬学者（薬理学・薬物治療学）。学位は薬学博士（静岡薬科大学・1976年）。
国立衛生研究所研究員、静岡薬科大学薬学部講師、静岡県立大学薬学部教授などを歴任した。

## 来歴

### 生い立ち
1948年生まれ。静岡薬科大学の薬学部薬学科にて薬学を修め、1971年に卒業した。その後、同大学の大学院に進み、薬学研究科の修士課程を1973年に修了し、博士課程を1976年に修了した。なお、博士課程ではイノシトールについて『Myo-inositolの生理学的研究――Myo-inositol欠乏ラットにおける脂質代謝異常』と題した学位論文を纏め、同大学より博士号を授与された。

### アメリカ合衆国にて
大学院修了後の1976年、アメリカ合衆国に渡る。アメリカ合衆国保健福祉省公衆衛生局の機関である国立衛生研究所に勤務し、研究員として研究活動に従事した。

### 日本に帰国後
1979年、母校である静岡薬科大学に戻り、薬学部の助手として勤務する。その後、1980年には、同大学の薬学部の講師に就任した。その後、静岡薬科大学が静岡女子大学、静岡女子短期大学と統合され、新たに静岡県立大学が設置されると、同大学の薬学部にて引き続き講師を務めた。1996年には静岡県立大学の薬学部にて助教授に昇任した。2007年より同大学の薬学部薬学科にて准教授を務める。なお、大学院の薬学研究科にて准教授を兼任している。2013年、教授に昇任する。2014年3月、静岡県立大学を退職する。

## 研究
専門は薬学であり、薬理学や薬物治療学について特に研究している。糖尿病についての研究では、その発症について基礎的な見地や臨床的な見地からアプローチを試みている。また、酸の分泌に関連する疾患の治療に際して、遺伝的な多型が与える影響についても調査している。そのほか、関節リウマチ患者の体内におけるグリコサミノグリカン値の変動についての研究も行っている。

## 略歴
- 1948年 - 誕生。
- 1971年 - 静岡薬科大学薬学部卒業。
- 1973年 - 静岡薬科大学大学院薬学研究科修士課程修了。
- 1976年 - 静岡薬科大学大学院薬学研究科博士課程修了。
- 1976年 - 国立衛生研究所研究員。
- 1979年 - 静岡薬科大学薬学部助手。
- 1980年 - 静岡薬科大学薬学部講師。
- 1987年 - 静岡県立大学薬学部講師。
- 1996年 - 静岡県立大学薬学部助教授。
- 2007年 - 静岡県立大学薬学部准教授。
- 2013年 - 静岡県立大学薬学部教授。

## 関連人物
- 大澤隆志
- 賀川義之
- 宮嵜靖則